# Зинн, Говард
Говард Зинн (англ. Howard Zinn; 24 августа 1922 — 27 января 2010) — американский историк, политолог, драматург и левый интеллектуал еврейского происхождения, активный участник многочисленных общественных антивоенных, антирасистских и правозащитных движений. Сам Зинн называл свои политические воззрения находившимися на стыке демократического социализма и анархизма, в своих научных трудах использовал марксистскую методологию.

## Биография
Родился 24 августа 1922 года в семье еврейских рабочих-иммигрантов в Бруклине. Отец, Эдди Зинн, эмигрировал с братом из Лемберга (Австро-Венгрия) накануне Первой мировой войны; мать, Дженни Рабинович, ранее жила в Иркутске в Российской империи. Бедность родителей Зинна не позволяла ему получить качественное образование до Второй мировой войны (дома практически не было книг, за исключением 20-томника произведений Чарльза Диккенса), хотя ему удавалось посещать литературные курсы в школе им. Томаса Джефферсона. Когда в возрасте 17 лет приятели-коммунисты пригласили Говарда на первый политический митинг в его жизни, жестокость конных полицейских, проявленная при разгоне демонстрации, шокировала его.
В годы Второй мировой войны антифашист Зинн записался добровольцем. Он служил в бомбардировочной авиации ВВС США (с 1943 по 1945 год), и именно личный опыт военной службы способствовал формированию антивоенных взглядов Говарда Зинна. Ему доводилось бомбить цели в Берлине, Чехословакии и Венгрии. В апреле 1945 года он участвовал в одной из первых бомбардировок с боевым использованием напалма. Бомбардировке подверглась дружественная цель — французский город Руайан. В книге «Политика истории» Зинн вспоминал, что во время нового посещения Руайана в 1966 году узнал, что под напалмовыми бомбами погибло около 1000 мирных граждан Франции, смерть которых была впоследствии объявлена «трагической ошибкой». Вернувшись с войны домой, он поместил все свои боевые медали и награды в папку с надписью «Никогда больше».
Позже он доказывал неправомерность и незаконность бомбёжек таких городов, как Дрезден, Руан, Токио, Хиросима и Нагасаки. Сходным образом Зинн резко осуждал напалмовые бомбардировки во время Вьетнамской войны и авиаудар по бомбоубежищу Амирия.
После войны Зинн как демобилизованный военнослужащий смог получить высшее образование благодаря «солдатскому биллю о правах» (G.I. Bill). Получив степень бакалавра в Нью-Йоркском университете (1951), закончил учёбу в Колумбийском университете по специальностям «история» (1952) и «политология» (1958). Темой его магистерской работы была стачка шахтёров штата Колорадо в 1914 году, жестоко подавленная промышленниками и властями. Его докторская диссертация была посвящена политической деятельности либерального республиканца Фиорелло Ла Гуардия (предвосхитившего, по мнению Зинна, «Новый курс» президента Франклина Делано Рузвельта) на посту конгрессмена. Вышедшая в 1959 году монография «Ла Гуардия в Конгрессе» была номинирована Американской исторической ассоциацией как лучшая англоязычная книга об истории США.
С 1956 по 1963 год был профессором истории в Спелмановском колледже в Атланте. В 1964—1988 годах преподавал политологию в Бостонском университете, также являясь приглашённым профессором Парижского университета и Университета Болоньи.
В годы «Холодной войны» Говард Зинн наряду с Ноамом Хомским и Сьюзен Зонтаг был в академической среде одним из наиболее последовательных критиков внешней политики США как агрессивной и империалистической. Выступал против военных действий во Вьетнаме и Ираке. В 1968 году совершил с отцом Дэниелом Берриганом поездку в Северный Вьетнам, привезя оттуда троих первых освобождённых американских военнопленных.
Во время преподавания в Атланте активно включился в движение за гражданские права и был наставником ряда активистов из числа афроамериканских студентов, включая Элис Уокер и Мариан Райт Эдельман, ныне председательницу Фонда защиты детей. В частности, он сотрудничал со Студенческим координационным комитетом ненасильственных действий, опротестовал 30 нарушений Первой и Четвёртой поправки к Конституции США в Олбани (штат Джорджия), критиковал ФБР и Министерство юстиции за игнорирование случаев насилия со стороны сегрегационистов. Хотя Зинн был штатным преподавателем, гражданская позиция учёного послужила причиной его увольнения в 1963 году. В следующем, 1964 году, он написал две книги, посвящённые борьбе афроамериканцев за равные права: «СККНД: Новые аболиционисты» и «Мистика юга». Впоследствии Зинн часто обращался к этой тематике — и как историк, и как непосредственный участник событий.
В 1980 году была издана его книга «Народная история США», побившая все рекорды по популярности в традициях критической педагогики. В противовес официальной версии «истории президентов и генералов», Зинн обращает внимание на те аспекты, которые не всегда адекватно освещаются мейнстримом американской исторической науки: классовую борьбу, американский экспансионизм, геноцид индейцев, негритянские восстания против рабства, положение рабочих, женщин и афроамериканцев. В 2007 году на основе книги вышел многосерийный документальный фильм.
Жизнь учёного освещена в документальном фильме «Невозможно остаться нейтральным в едущем поезде» (Howard Zinn: You Can’t Be Neutral on a Moving Train), выпущенном в 2004 году. В фильме использованы интервью с Ноамом Хомским (назвавшим главного героя «совестью поколения»), Томом Хейденом и женой Зинна Розлин, музыка ряда групп, включая «Pearl Jam», а закадровый текст читает актёр Мэтт Деймон, живший по соседству с Зинном в Вест-Ньютоне, пригороде Бостона.
Умер 27 января 2010 года в возрасте 87 лет от инфаркта.

## Книги
- La Guardia in Congress (1959)
- The Southern Mystique (1964)
- SNCC: The New Abolitionists (1964)
- New Deal Thought (1965, редактор)
- Vietnam: The Logic of Withdrawal (1967)
- Disobedience and Democracy (1968)
- The Politics of History (1970)
- The Pentagon Papers: Critical Essays (1972, редактор)
- Postwar America (1973)
  - Зинн Г. США после Второй мировой войны. — М.: Прогресс, 1977.
- Justice in Everyday Life (1974, редактор)
- A People’s History of the United States (1980)
  - Зинн Г. Народная история США — М.: Весь Мир, 2006. ISBN 5-7777-0237-6
- Declarations of Independence: Cross-Examining American Ideology (1991)
- Failure to Quit: Reflections of an Optimistic Historian (1993)
- You Can’t Be Neutral on a Moving Train (1994)
- The Zinn Reader (1997)
- The Future of History (1999)
- Marx in Soho: A Play on History (1999)
- Howard Zinn on War (2000)
- Howard Zinn on History (2000)
- Terrorism and War (2002)
- Emma: A Play in Two Acts About Emma Goldman (2002)
- Artists in Times of War (2003)
- Passionate Declarations: Essays on War and Justice (2003)
- Voices of a People’s History of the United States (2004, в соавторстве)
- A People's History of the Civil War: Struggles for the Meaning of Freedom by David Williams, Howard Zinn (Series Editor) (2005)ISBN 978-1-59558-018-4.
- A Power Governments Cannot Suppress (2006)
- History Matters: Conversations on History and Politics (2006, в соавторстве)
- A Young People’s History of the United States (2007, в 2 тт.: Т. 1. Columbus to the Spanish-American War. Т. 2. Class Struggle to the War on Terror.
- A People’s History of American Empire (2008, в соавторстве)
- The Bomb (City Lights Publishers, 2010) ISBN 978-0-87286-509-9.
- The Historic Unfulfilled Promise (City Lights Publishers, 2012) ISBN 978-0-87286-555-6.